# Ceratina neocallosa
Ceratina neocallosa là một loài Hymenoptera trong họ Apidae. Loài này được Daly mô tả khoa học năm 1983.